# Anolis fraseri
Anolis fraseri este o specie de șopârle din genul Anolis, familia Polychrotidae, descrisă de Günther 1859. A fost clasificată de IUCN ca specie cu risc scăzut. Conform Catalogue of Life specia Anolis fraseri nu are subspecii cunoscute.